# Percorso rettificato
Il percorso rettificato è una tecnica di topografia utilizzata principalmente nello scautismo per effettuare un rapido rilievo topografico in grado di descrivere un determinato percorso in maniera intuitiva, e da cui in seguito estrapolare una vera e propria carta topografica.
Questo rilievo si basa su un disegno schematico tracciato mentre si cammina e che consiste, come il nome suggerisce, nel raddrizzare il percorso, cioè nel rappresentare tutto il sentiero che si sta percorrendo lungo una linea retta, per poi indicare i principali punti di riferimento incontrati lungo la strada.

## Realizzazione
Nel foglio occorre disegnare inizialmente quattro colonne. La prima servirà per inserire la distanza coperta dall'inizio del percorso, la seconda e la quarta indicheranno rispettivamente dettagli riguardanti i punti di riferimento posizionati a sinistra e a destra del percorso, mentre la terza colonna (opportunamente più larga delle altre) conterrà uno schizzo del tragitto stesso. Si parte dal basso del foglio e si procede verso l'alto. Ogni volta che la strada cambia direzione occorre tracciare una linea orizzontale di separazione e disegnare il nuovo tratto di strada fino alla curva successiva. Si otterranno, così, i vari "pezzi" di strada, uno dopo l'altro.
Solitamente, nell'ottica di trasformare in seguito il percorso rettificato in carta topografica, nella seconda colonna va indicata anche rispetto al percorso stesso la posizione angolare del nord ad ogni riempimento di riga (procedimento effettuato utilizzando una bussola).